# Distretto di Hathras
Hathras è un distretto dell'India di 1 333 372 abitanti. Capoluogo del distretto è Hathras.